# Sarcinodes bilineata
Sarcinodes bilineata är en fjärilsart som beskrevs av Moore 1867. Sarcinodes bilineata ingår i släktet Sarcinodes och familjen mätare. Inga underarter finns listade.